# Saul Ascher
Saul Ascher (geboren am 6. Februar 1767 in Berlin; gestorben am 8. Dezember 1822 ebenda) war ein deutscher Schriftsteller, Übersetzer und Buchhändler.

## Leben
Geboren als Saul ben Anschel Jaffe war er das erste Kind von Deiche Aaron (geb. 1749 in Frankfurt (Oder)) und des Bankmaklers Anschel Jaffe (geb. 1745 in Berlin).
Über seine Ausbildung ist wenig bekannt. Leidlich gesichert scheinen Gymnasialstudien in Landsberg an der Warthe im Jahr 1785. Ascher heiratete am 6. Juni 1789 in Hannover Rahel Spanier (geb. 1763 in Bielefeld), die Tochter von Nathan Spanier, der der Vorsteher der Ravensberger Landjudenschaft war. Am 6. Oktober 1795 wurde als einziges Kind die Tochter Wilhelmine geboren.
Am 6. April 1810 wurde Ascher in Berlin verhaftet, am 25. April auf politischen Druck hin wieder entlassen. Am 6. Oktober wurde ihm an der Friedrichs-Universität Halle in absentia der Doktorgrad verliehen, zugleich ließ Staatskanzler Hardenberg das Verfahren in Berlin niederschlagen.
1812, im Todesjahr des Vaters, erhielt Ascher den Staatsbürgerbrief.
Ascher trat vor 1816 in die reformorientierte Gesellschaft der Freunde ein.
In der Bücherverbrennung auf dem Wartburgfest wurde am 18. Oktober 1817 auch Aschers Schrift Die Germanomanie verbrannt.
Im Oktober 1822 erkrankt, starb er am 8. Dezember desselben Jahres an „Entkräftung“.

## Tätigkeit
Ascher hatte einen ausgedehnten Freundeskreis. Eng befreundet war er seit Ende 1789 mit dem Schweizer Heinrich Zschokke, später mit Salomon Maimon, Johann Friedrich Cotta und Marx’ Lehrer Eduard Gans. In seinem Todesjahr 1822 besuchte ihn Heinrich Heine.
Zeit seines Lebens wurde Ascher stark angefeindet, als Jude, Theoretiker und Schriftsteller. Er schonte allerdings auch seine Feinde nie. Nach dem Tode seiner Frau 1815 wurde ihm nachgesagt, ein Sonderling zu sein. Leopold Zunz bemerkte 1818, Ascher sei ein „Feind aller Schwärmerei, gegen die Deutschtümler, sein moralischer Charakter wird nicht geschätzt“.
Saul Ascher war literarisch überaus produktiv. Bei ihm sind drei Tätigkeitsbereiche zu trennen: Autor, Übersetzer, Herausgeber/Verleger. Der volle Umfang seines Schaffens ist bisher nur unzulänglich erschlossen.
Ascher war bereits sehr früh als Verleger aktiv. Er hatte nacheinander und parallel mehrere Verlage unter verschiedenen Namen. Seine eigenen Schriften erschienen ebenfalls oftmals anonym oder unter diversen Pseudonymen.
Ascher war Mitarbeiter und Korrespondent verschiedener Zeitschriften, wie der Berlinischen Monatsschrift, dem Berlinischen Archiv der Zeit und ihres Geschmacks, der Eunomia, der Allgemeinen Literaturzeitung Halle, dem Morgenblatt für gebildete Stände von Cotta, den Miscellen für die Neueste Weltkunde von Zschokke und dem Journal de l’Empire. Als Journalist lieferte er einesteils Texte, die seinem Rang als Denker entsprechen, andererseits aber reine Tagesprodukte.
Ascher hatte zumindest zwei Zeitschriften selbst begründet und mit einigem Erfolg vertrieben. Im Jahr 1810, einer für Ascher politisch sehr schwierigen Zeit, brachte er den Welt- und Zeitgeist heraus, der bis 1811 in sechs Heften erschien und in dem verschiedene Autoren, unter ihnen auch Ascher selbst, schrieben. 1818 und 1819 verlegte und schrieb er allein Der Falke, ein eher theoretisch-kritisches Organ, von dem ebenfalls sechs Hefte erschienen.

## Werk
In seiner ersten Publikation Bemerkungen über die bürgerliche Verbesserung der Juden betonte Ascher, angebliche spezielle jüdische Charaktereigenschaften gingen nicht auf eine Veranlagung, sondern auf die jahrhundertelange Verfolgung und Diskriminierung zurück. Über „das Schicksal der jüdischen Nation“ bemerkt er: „Unterdrückung erzeugt Kleinmütigkeit des Geistes, Verachtung unterdrückt jeden Keim von Sittlichkeit und Bildung; Verfolgung jeden Keim von Moralität. Keine Nation wird mehr verfolgt und verachtet als die jüdische.“
Anders als andere jüdische Autoren, die die mit dem Toleranzedikt Kaiser Josephs II. einhergehenden Reformen, die allgemeine Pflicht zum Heeresdienst eingeschlossen, begrüßten, wandte sich Ascher gegen einen von Juden zu leistenden Militärdienst.
Aufgrund der faktischen Zweiteilung der jüdischen Nation in Arm und Reich würden die Bemittelten sich loskaufen und die alleinige Last werde auf die Armen gewälzt. Erst eine vorauslaufende völlige Gleichberechtigung der Juden werde eine allgemeine Zustimmung auch zum Staat nach sich ziehen.
1792 erschien Leviathan oder über Religion in Rücksicht des Judentums, eine Religionskritik, in der Ascher zwischen offenbarter und anzustrebender Vernunftreligion und einem veräußerlichten „maschinenartigen“ Ritualgesetz unterschied.
In seiner 1794 erschienenen Streitschrift Eisenmenger der Zweite polemisierte Ascher gegen antisemitische Äußerungen Fichtes, indem er ihn in einem Schreiben an ihn mit dem Namen des Professors für Hebräisch und Judenfeindes Johann Andreas Eisenmenger, dem Autor der Schmähschrift Entdecktes Judentum, ansprach. Mit Fichte, der zum Abschneiden jüdischer Köpfe und dem Aufsetzen anderer aufgerufen hatte, sei eine neue Phase der Judenfeindlichkeit zu verzeichnen, die statt religiöser nunmehr politische Argumente gegen die Juden ins Feld führe. Ascher plädierte für die Judenemanzipation und wies auf die Konfessionen überbrückenden Elemente der in den jeweiligen „Offenbarungen verhüllten Wahrheiten“.
1799 wurde seine Schrift Ideen zur natürlichen Geschichte der politischen Revolutionen von der Zensur mit der Begründung einer „auf Umsturz der bisherigen Staatsverfassung abzielenden höchst sträflichen Absicht“ verboten. Unter einem anderen Titel wurde die Beschreibung des menschheitlichen Weges zu einer höheren und würdigeren Gemeinschaft 1801 veröffentlicht. Sein revolutionär-fortschrittliches Ideal sah Ascher dabei zunächst im preußischen Staat, dann im politischen System Napoleons verwirklicht. Das Imperium habe ohne einen bestimmten Nationalismus und Intoleranz die Grundlagen für eine harmonischere Weltordnung geschaffen.
1809 übersetzte Ascher die Schrift Die Neger von  Henri Grégoire, eines Vorkämpfers für die Judenemanzipation, ein Werk für alle, „welche die Sache der unglücklichen Schwarzen und Mulatten … verteidigen“.
1811 schilderte Ascher die Umstände einer Verhaftung der reformfeindlichen Politiker Finckenstein und Marwitz, worauf die Presse angewiesen wurde, „daß dieser Artikel von einem völlig ununterrichteten jüdischen Instruktor, namens Saul Ascher, herrührt, der vor einem Jahre … dem Stadtgefängnisse übergeben worden, und, wie sich zeigt, nur zu früh daraus entlassen ist“.
Im selben Jahr beschrieb Ascher die Berliner romantisch-nationalistische Christlich-deutsche Tischgesellschaft, die in ihrem Vereinsstatut eine Mitgliedschaft von Juden oder Jüdischstämmigen grundsätzlich ausschloss. Dabei brachte er im Hinblick auf antisemitische Publikationen Clemens Brentanos die Befürchtung zum Ausdruck, dass nach der Verdammung der Philister und Juden nun „Indier, Mohammedaner, Chinesen und ungläubige Barbaren an die Reihe kommen“.

## „Die Germanomanie“

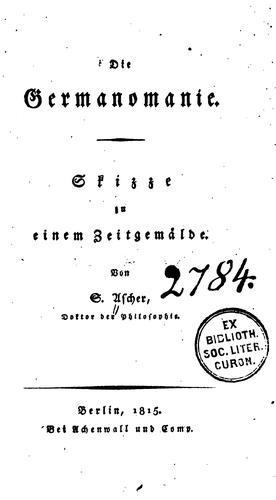
Die Germanomanie. Skizze zu einem Zeitgemälde

Mit der Niederlage Napoleons gewann die antifranzösische und antisemitische Volkstumsideologie mit den Wortführern Ernst Moritz Arndt und Friedrich Ludwig Jahn Einfluss. In den publizistischen Meinungsstreit griff Saul Ascher 1815 mit seiner Schrift Germanomanie ein:

„Man muß die Menge, um auch sie für eine Ansicht oder Lehre einzunehmen, zu begeistern suchen; um das Feuer der Begeisterung zu erhalten, muß Brennstoff gesammelt werden, und in dem Häuflein Juden wollten unsere Germanomanen das erste Bündel Reiser zur Verbreitung der Flamme des Fanatismus hinlegen.“

Deutschland, so Ascher weiter, sei nicht wegen schädlicher Einflüsse aus dem Ausland geschwächt, sondern weil es sich dem Impuls der Französischen Revolution von Anbeginn entzogen habe. Die Idee einer sich anbahnenden vereinigten Menschheit sah er in der Heiligen Allianz verwirklicht. Die Forderung des antisemitischen Historikers Friedrich Rühs, Juden wegen mangelnder Ehre von der Beteiligung am Kriegsstand auszuschließen, kommentierte er damit, „daß Deutschlands Heere in dem Kampf gegen Frankreich unterlagen, ehe noch die Juden … teil daran nahmen, hingegen blieben sie … siegreich, als die Juden … mit ihnen in Reih und Glied standen“.
Der Student und Jahn-Gefolgsmann Hans Ferdinand Maßmann organisierte die Reaktion der sich angegriffen wähnenden „Germanomanen“, wie sie Saul Ascher selbst benannte, auf dem Wartburgfest am 18. Oktober 1817 in Gestalt einer Bücherverbrennung. Dabei wurde die Germanomanie zusammen mit anderen Schriften und Symbolen vor einigen verbliebenen Studenten, Bürgern und dem „Eisenacher Landsturm“ auf dem Wartenberg bei Eisenach verbrannt. Ein Gros der Besucher der „Friedensfeuer“, welche bezüglich des vierten Jahrestages der Völkerschlacht bei Leipzig abgehalten worden waren, verließ bereits vor dem Akt der Bücherverbrennung aufgrund der schlechten Witterung den Wartenberg. „Wehe über die Juden, so da festhalten an ihrem Judenthum und wollen über unser Volksthum und Deutschthum spotten“, heißt es in einer Anmerkung zur Germanomanie in Maßmanns Werk Kurze und wahrhaftige Beschreibung des großen Burschenfestes auf der Wartburg bei Eisenach am 18ten und 19ten des Siegesmondes 1817. Hans Ferdinand Maßmann fertigte anschließend herabwürdigende Schnitzereien an, welche in Lorenz Okens Zeitschrift Isis (Nr. 195) neben den verbrannten Titeln erschienen.
Seine Sicht der Ereignisse der Bücherverbrennung fasste Ascher 1818 in der Schrift Die Wartburgsfeier zusammen, in der er bei den Burschenschaftern eine Umkehrung der lutherischen Absicht als irrationale Verirrung aufzeigte. Er rief ausdrücklich zu polizeilichen Maßnahmen zur Unterdrückung deutschnationalistischen Gedankengutes auf. Auch forderte Saul Ascher 1818 einen staatlichen Zensurerlass im Frankfurter Bundestag.
Als eine Zusammenfassung seiner Gedanken lässt sich seine 1819 verfasste Schrift Der deutsche Geistesaristokratismus verstehen. Ausgehend vom Ideal der Französischen Revolution käme Deutschland die Rolle zu, diese zu vollenden. Deutschland biete Voraussetzungen eines sich auflösenden Nationalismus zugunsten eines allmählich fortschreitenden völkerverbindenden Kosmopolitismus.

## Nachwirken
Wirkungsgeschichtlich ist Ascher hinter anderen zeitgenössischen Vertretern der Emanzipation deutlich zurückgeblieben. In seiner Harzreise berichtet Heinrich Heine von ihm. Ironisch bezeichnet er Ascher als „Vernunftdoktor“ und lässt ihn nach seinem Tod als Gespenst auftreten, das mit Hilfe der Lehren Kants in der „Geisterstunde“ die Nicht-Existenz von Gespenstern zu beweisen suche. Zugleich erklärt Heine aber auch, Ascher habe ihn in seiner Entwicklung geprägt. Der Germanist Reinhold Steig befasst sich in seinem Buch Heinrich von Kleists Berliner Kämpfe (Stuttgart 1901) einseitig und verzerrend mit Ascher und dessen Auseinandersetzungen mit Kleist.
Walter Grab war der erste, der 1977, fußend auf einer Dissertation von Fritz Pinkuss aus dem Jahre 1928, Ascher in einem Essay ausführlich darstellte. Auch Peter Hacks hat sich 1989 und 1990 in zwei Schriften, die unter dem Titel Ascher gegen Jahn zusammengefasst wurden, um eine politische Einordnung und Würdigung Aschers bemüht. Eine wichtige Rolle als Gegenfigur zu Clemens Brentano und Achim von Arnim spielt Ascher im Kontext neuerer Forschungen zum Verhältnis von Romantik und Antisemitismus.
In seinem zweiteiligen Essay Der Falke, zuletzt in seiner Sammlung Eine Welt in Scherben (2008) abgedruckt, hat André Thiele die Vorarbeit zu einer umfassenden Biographie Aschers und eine Bibliographie der Primärtitel, die gegenüber den bis dahin bekannten Titeln etwa 50 Prozent umfangreicher ist, vorgelegt.
Im Jahr 2010 erschien eine einbändige Auswahl aus dem Werk Aschers im Böhlau Verlag, Bonn, und ein Jahr später der erste Band einer umfassenden Werkausgabe im Verlag André Thiele (Mainz).

## Liste der Werke (Auswahl)
Schriften
- Leviathan oder über Religion in Rücksicht des Judentums. Franke, Berlin 1792.
- Eisenmenger der Zweite. Nebst einem vorangesetzten Sendschreiben an den Herrn Professor Fichte in Jena. Hartmann, Berlin 1794.
- Philosophische Skizzen zur natürlichen Geschichte des Ursprungs, Fortschritts und Verfalls der gesellschaftlichen Verfassungen. Ohne Ort und Verlag 1801.
- Orientalische Gemälde. Maurer, Berlin 1802.
- Ideen zur natürlichen Geschichte der politischen Revolutionen. Ohne Ort und Verlag 1802.
- Kabinett Berlinischer Karaktere. Ohne Ort und Verlag 1808.
- Napoleon oder über den Fortschritt der Regierung. Lange, Berlin 1808.
- Rousseau und sein Sohn oder der Selbstmörder zu Ermenonville. Braunes, Berlin 1809.
- Historisch-romantische Gruppen. 2 Bände. Braunes, Berlin 1809.
- Romane, Erzählungen und Märchen. 2 Bände. Bruder, Leipzig 1810.
- Bagatellen aus dem Gebiete der Poesie, Kritik und Laune. 2 Bände. Bruder, Leipzig 1810–1811.
- Die Entthronung Alfonsos, Königs von Portugal. Ein dramatisches Gedicht. Salfeld, Berlin 1811.
- Die Germanomanie. Skizze zu einem Zeitgemälde. Achenwall, Leipzig 1815. (Onlinefassung des ersten Kapitels auf Gutenberg.de)
- Idee einer Preßfreiheit und Censurordnung. Den Hohen Mitgliedern des Bundestages vorgelegt. Achenwall, Leipzig 1818.
- Die Wartburgsfeier mit Hinsicht auf Deutschlands religiöse und politische Stimmung. Achenwall, Leipzig 1818.
- Ansicht von dem künftigen Schicksal des Christenthums. Achenwall, Leipzig 1819.

Übersetzungen
- Henri Grégoire: Die Neger. Ein Beitrag zur Staats- und Menschenkunde. 1809.
- Auguste Lambert: Praxède oder der französische Werther. 1809.
- Charles Ganilh: Untersuchungen über die Systeme der politischen Ökonomie. 1811, anonym.
- Auguste Lambert: Schwärmereien der Liebe. 1816.
- Bernard Mandeville: Fabel von den Bienen. 1818, kommentiert.

Ausgaben post mortem
- Ideen zur natürlichen Geschichte der politischen Revolutionen. Kronberg im Taunus 1975 (zuerst 1802), Scan durch Bayerische Staatsbibliothek, Digitale Bibliothek.
- Ascher gegen Jahn. Ein Freiheitskrieg. 3 Bände, Hg. Peter Hacks. Zusammen mit: Ascher: Vier Flugschriften und Friedrich Ludwig Jahn: Deutsches Volksthum. Inhaltsverzeichnis. Aufbau, Berlin 1991, ISBN 3-351-01629-8.
- Ausgewählte Werke. Hrsg. von Renate Best. Reihe: Deutsch-jüdische Autoren des 19. Jahrhunderts, 2. Böhlau, Köln 2010, ISBN 978-3-412-20451-8 (vier Texte).
- Werkausgabe. Herausgeber André Thiele, VAT, Mainz.

1. Theoretische Schriften, 1. Flugschriften. 2011, ISBN 978-3-940884-27-5.[3]
2. Theoretische Schriften, 2. Religionsphilosophische Schriften. 2015, ISBN 3-940884-62-6[4].